# Haut-le-Wastia
Haut-le-Wastia (en wallon Hôt-l'-Wastea) est une localité de la commune belge d'Anhée située en Région wallonne dans la province de Namur.
C'était une commune à part entière avant la première fusion des communes en 1964, qui la rattacha à la commune d'Anhée, avec Warnant
Le premier janvier 1977, une nouvelle fusion fit naître le "grand Anhée"

## Étymologie
« Wastia » évoque en wallon un gâteau.
Ne serait-ce pas plutôt la racine wast ou gast qui signifie terre difficilement cultivable (voir gâtine par ex)?
si on se réfère à wiki gâtine:
"Il désigne au sens le plus ancien un « terrain inculte, inhabité », mais aussi « le pillage, la ruine ». Ils partagent le même radical que les termes gâter et l'ancien français gast « désert, inculte »."

## Géographie
Haut-le-Wastia est située en Condroz.

## Évolution démographique
- Source: DGS, 1831 à 1970=recensements population, 1976= habitants au 31 décembre

## Histoire

### Seconde Guerre mondiale

#### 13 mai 1940: les Allemands s'emparent de Haut-le-Wastia
Le 13 mai 1940, lors de la bataille de France, les Allemands du Schützen-Regiment 13 de l’Oberst Vollrath Lübbe (infanterie de la 5e Panzerdivision de Max von Hartlieb-Walsporn) qui viennent de passer la Meuse en force le matin à Houx, s'emparent de Haut-le-Wastia vers le milieu de journée. Le II/129e régiment d'infanterie français (II/129e RI du chef de bataillon Marescot de Thilleul), gardé en réserve à Bioul, a reçu la mission de se rendre sur Haut-le-Wastia dont le commandement ignore encore la perte, dans le but de mener une contre-attaque sur Anhée. Pris sous les attaques aériennes, ayant perdu une partie de son matériel lourd, le II/129e RI tente de reprendre le Haut-le-Wastia, sa 6e compagnie est stoppée par les mitrailleuses allemandes et finit par se replier au soir vers le ravin de la Bayère, sa 5e compagnie parvient à entrer dans le village où elle ne peut plus progresser, puis évacue également. Les Français ne renoncent néanmoins pas à reprendre Haut-le-Wastia, et il est prévu que le II/14e régiment de dragons portés attaque le lendemain à l'aube.

#### Matin du 14 mai: les Français reprennent le village
Le 14 à 5h30, les dragons français passent ainsi à l'attaque contre Haut-le-Wastia tenu par les fusiliers Allemands du Schützen-Regiment 14 du Major Stegmann. Les Français engagent notamment plusieurs automitrailleuses (deux AMR 33 et deux AMC Schneider P 16) qui investissent le village par le nord, guidés par le commandant Longueau de Saint Michel qui se déplace à pied au milieu des tirs. Le II/129e RI devait également attaquer simultanément le sud du village mais n'y parvient pas, ce qui engendre des difficultés aux dragons qui investissent le centre du village mais la résistance allemande est finalement vaincue avec l'aide des automitrailleuses. À 7 h, Haut-le-Wastia est ainsi repris par les Français, qui ont perdu plusieurs tués dont un lieutenant (Cherière), 150 Allemands ont été tués et 47 autres sont prisonniers,,. Informé de l'attaque française, von Hartlieb déclenche un tir d'artillerie dévastateur sur le village tuant des Allemands qui s'y trouvent encore, puis ordonne à ses troupes de le reprendre. À 9 h, les Français reçoivent l'ordre de se replier derrière la Molignée à cause de la situation générale, qui est confuse dans les bois aux sud du village. À 11 h, il ne reste plus qu'une compagnie (capitaine Fockedey) du II/129e RI dans le village, elle n'a pas encore reçu l'ordre de se replier faute de liaison.

#### 14 mai après-midi: les Allemands réinvestissent Haut-le-Wastia pour quatre ans
Cet ordre finit par atteindre Fockedey qui replie alors progressivement sa compagnie, prévoyant qu'il quitte lui-même le plus tard sa position. Avant qu'il ne puisse le faire, les Allemands de la 5. Panzer-Division repassent à l'attaque, cette fois avec des chars (du Panzer-Regiment 31), qui tuent le capitaine Patrick Fockedey et plusieurs de ses hommes, reprenant ainsi Haut-le-Wastia.
Les villageois ont, d'initiative, élevé un monument à la bravoure des soldats français et de leurs chefs, tués au combat.

## Patrimoine et culture

### Patrimoine architectural et mémoriel

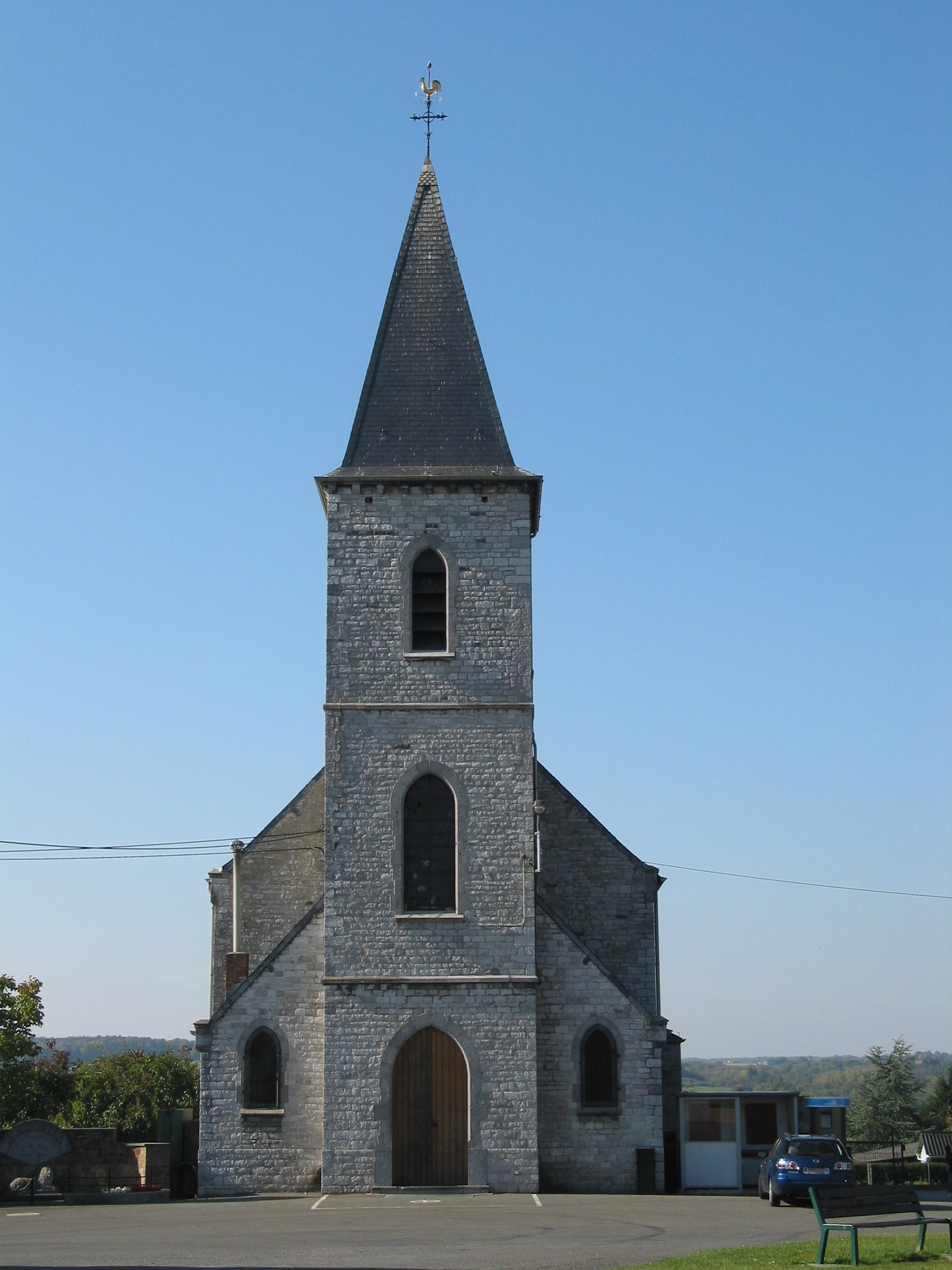
L'église Saint-Jacques le Majeur (1892-1893).

#### Mémorial des Français
Longtemps oubliés de tous, les événements tragiques de 1940 sont toujours restés vivace dans la mémoire des habitants. Dans l'après-guerre, des vétérans français sont revenus à Haut-le-Wastia. Un comité du souvenir fut créé. En 1970, un monument est construit par des maçons de la région. Érigé sur la butte 122, lieux de résistance des derniers défenseurs du 129e Régiment d'Infanterie, le Mémorial de Haut-le-Wastia est le centre des commémorations toujours organisées de nos jours.

#### Musée du Souvenir, Bataille de la Meuse, mai 1940
En 2003, plusieurs passionnés, soutenus par la Commune d'Anhée, créèrent l'asbl Musée du Souvenir, Bataille de la Meuse, mai 1940. Les salles du musée présentent aux visiteurs des cartes, des photos souvent uniques, de l'armement et des uniformes avec de nombreuses explications. Des scènes grandeur nature et des films montrent le cadre des combats et les conditions de vie des différents soldats. Un plan en relief du champ de bataille (6m²) permet aux visiteurs de visualiser les difficultés du terrain et de localiser les différentes actions.